# Richard Reusch
Gustav Otto Richard Reusch (* 31. Oktober 1891 in Bettinger, heute: Baratajewka, Russland; † 28. Juni 1975 in Stacy, Minnesota) war ein russischer, ab 1947 amerikanischer, evangelischer Pastor, der unter anderem als Orientalist, Missionar und Bergsteiger tätig war. Er bestieg als einer der ersten Menschen den Kilimandscharo. Eines seiner Erlebnisse auf dem Berg wurde von Ernest Hemingway in seiner Kurzgeschichte „Schnee auf dem Kilimandscharo“ erwähnt.

## Lebenslauf

### Herkunft
Reusch wurde am 31. Oktober 1891 in der wolgadeutschen Siedlung Bettinger (heute Baratajewka) geboren. Sein Vater Gustav war dort Lehrer. Die Familie zog 1897 nach Pjatigorsk im Nordkaukasus, wo sie unter den Terek-Kosaken lebte. 1904 zog die Familie nach Wladikawkas um.

### Militärdienst und Studium
Reusch trat dem kaiserlich-russischen Kadettenkorps bei und besuchte eine Militärschule. Da in der Region viele sunnitische und schiitische Muslime leben, lernte er Arabisch. 1911 machte er den Abschluss als Bester seines Jahrgangs. In der Folge trat er den Kosaken bei, wurde aber auch im militärischen Bergsteigen ausgebildet. Bei seiner Vereidigung war Zar Nikolaus II. anwesend. Zum Leutnant ernannt, diente er mit seinem Regiment an der russisch-persischen Grenze.
Auf Veranlassung seines Vaters verließ Reusch kurz darauf das Militär, um sich am Lutherischen Seminar der Universität Dorpat (heute: Tartu) einzuschreiben. Er bestand 1916 in Riga die beiden theologischen Examina und wurde dann für ein Jahr als Sprengelsvikar für die deutsche Gemeinde in Dorpat tätig. Am Ostersonntag 1917 wurde er ordiniert.
Im Russischen Bürgerkrieg schloss er sich 1918 der Weißen Armee an, die gegen die Bolschewiki kämpfte, nachdem diese Tartu eingenommen hatten. Anschließend war er kurzzeitig an der Marienkirche in Rostock tätig, bevor er auf dem Gut der Familie von Liphart in Dänemark als Hauslehrer beschäftigt wurde. Im Herbst 1920 bewarb er sich in Leipzig zum Missionsdienst. 1921 wurde ihm in Dorpat der Grad eines Magister Theologiae verliehen.

### Im Missionsdienst
Ab Januar 1922 wurde er im Leipziger Missionshaus in Englisch, Swahili und Krankenpflege ausgebildet. Er ließ sich der Ostafrikanischen Mission zuteilen und reiste 1922 nach Ostafrika. Da die Weimarer Republik aber nach dem Ersten Weltkrieg die Deutschen Kolonien, einschließlich Deutsch-Ostafrika, abgeben musste, war die Evangelisch-Lutherische Mission in Leipzig gezwungen, ihre Arbeit im Kilimandscharo einzustellen. Reusch bemühte sich daher, im britischen Missionsdienst im Tanganjika-Territorium tätig zu werden. 1923 erhielt er eine Anstellung in Arusha, wo er sich drei anderen Leipziger Missionaren mit nichtdeutschen Pässen anschloss. In der Folge übernahm die amerikanische Augustana-Synode die Verantwortung für die verwaisten Leipziger Missionen.
1927 übernahm die Leipziger Mission erneut die Arbeit am Kilimandscharo und im Iramba-Distrikt. Reusch kehrte zu seinen Leipziger Kollegen zurück und wurde im Juni zum Schulleiter der Native Training School in Marangu am Fuß des Kilimandscharo ernannt. Am 11. Dezember 1927 heiratete er die amerikanische Missionskrankenschwester Elveda Bonander in Marangu.
1929 reiste Reusch getarnt als tscherkessischer Derwisch aus dem Kaukasus durch den Sudan, Ägypten und die Arabische Halbinsel, um einen Agenten des Verborgenen Imam zu suchen, den er in Sanaa schließlich ausfindig machte.
Während seines Urlaubs in der Region Chicago 1931 machte sich Reusch als vehementer Fürsprecher der Afrikanischen Mission in Gemeinden der Augustana Evangelical Lutheran Church einen Namen, ebenso wie als glühender Antikommunist mit seinen Reden vor Bürgergruppen. Zeitgleich wurde sein Manuskript Der Islam in Ostafrika in Deutschland veröffentlicht und Reusch erhielt von der Universität Tartu seine Promotion. Ende des Jahres kehrte er nach Marangu zurück, um hier seine zweite Amtszeit als Missionar zu beginnen.
Ab 1934 wurde durch ein Verbot des NS-Regimes die deutsche kirchliche Missionsarbeit im Ausland nicht mehr finanziell unterstützt. Um sein Missionswerk fortführen zu können, hielt sich Reusch zunächst durch den Verkauf von Schmetterlingssammlungen und mit der Führung von Kletterexpeditionen auf den Kilimandscharo finanziell über Wasser. 1937 wurde Reusch von der Leipziger Mission schließlich entlassen, um ihm im Auftrag der Augustana-Synode die Eröffnung und Leitung einer neuen Ausbildungsschule für Lehrer und Evangelisten in Kinampanda zu ermöglichen.
1938 war Reusch an der Rettung einer italienischen Bergsteigertruppe beim Aufstieg auf den Margherita Peak in Uganda beteiligt. Im gleichen Jahr reiste er nach Minneapolis, um einen Transfer von weiteren Stationen der Leipziger Mission in die Augustana-Synode zu verhandeln. Bei dieser Gelegenheit wurde er auch in die Ministerialität der Synode aufgenommen.
Am 29. März 1939 reiste Reusch nach Ostafrika zurück und gab seine Stellung in Kinampanda für ein neues Engagement am Kilimandscharo auf. Während des Krieges war er als Augustanas Superintendent der weit verstreut liegenden und zu Teil verwaisten lutherischen Gemeinden und Missionen im nördlichen Raum Tansanias tätig. Gleichzeitig amtierte er als gewählter Präsident des 1929 gegründeten Lutherischen Missionskirchenbundes in Ostafrika (auch M.C.F. für Mission Church Federation), die aus den Missionen Augustana, Leipzig, Berlin, Bethel, Herrnhuter, Fosterland und Neukirchen bestand und die Zielsetzung hatte, die indigene afrikanische Kirche zu vereinheitlichen. Zu seinen Tätigkeiten gehörte auch, südafrikanische Farmer in der Region, die Sympathien zum Nazi-Regime hegten, der britischen Kolonialregierung zu melden. Weiterhin gründete er quasi im Alleingang das erste lutherische Seminar in Machame und ordinierte dort drei Jahre später die ersten 23 Geistlichen.
1947 unterrichtete Reusch während eines Urlaubaufenthalts am Gustavus Adolphus College mit einem dichtgedrängten Programm von Reden, Sammeln von Spenden und Rekrutierung neuer Missionare. Bei dieser Gelegenheit verlieh ihm das Augustana Theological Seminary die Ehrendoktorwürde und Reusch erhielt die amerikanische Staatsbürgerschaft. Anschließend kehrte Reusch zu seiner vierten und letzten Amtszeit nach Ostafrika zurück. Hier arbeitete er nun hauptsächlich unter den Massai, für deren Interessen er sich bereits zuvor häufig eingesetzt hatte.
Unter Reuschs Leitung führte die MCF 1948 eine gemeinsame lutherische Liturgie ein, er veröffentlichte eine Bibel und ein Gesangbuch auf Swahili und gab eine Kirchenzeitung heraus. Kolonialbeamte suchten oft seinen Rat und Reusch war Mitglied des Massai-Beirats der Kolonialregierung. Als 1951 die britischen Kolonialherren 3000 Meru aus ihrem Stammland vertrieben, um das Land an 13 weiße Grundbesitzer zu geben, unterstützte Reusch das Vorgehen, da er für sein Aufenthaltsrecht in der britischen Kolonie seine Unterstützung des Vorgehens der Kolonialverwaltung hatte zusichern müssen. Allerdings geriet er dadurch mit der Augustana-Mission und -Synode sowie mit dem amerikanischen National Lutheran Council in Konflikt, die die Meru unterstützten.
1953 wurde Reuschs Vorhaben, eine eigenständige Missionsstation im Massaigebiet aufzubauen, vom Augustana Auslandsvertretungsausschuss abgelehnt. Reusch beantragte daraufhin seinen Abschied und verließ Tansania 1954.

### Pensionierung und Lebensende
Reusch siedelte in die USA über, wo er A Short History of East Africa veröffentlichte. Er setzte seinen Unterricht am Gustavus College fort und sammelte weiterhin Geld und Unterstützung für die Massai.
1961 musste Reusch in den Ruhestand treten. Zuvor wurde seine Ernennung zum ordentlichen Professor abgelehnt, nachdem Reusch der Beurteilung durch Fachkollegen nicht zugestimmt hatte. Er wurde somit als außerordentlicher Professor emeritiert und unterrichtete weiterhin in Teilzeit. 1967 erhielt er einen Ruf nach St. Johns in Stacy, Minnesota und übernahm dort im Alter von 75 Jahren als Pastor die Gemeinde. 1971 machte Reusch seine letzte Reise, die ihn nach Israel und zum Berg Sinai führte, den er, nunmehr 79-jährig, zum zweiten Mal bestieg. 1975 starb Reusch an einer Krebserkrankung. Seine Frau starb zwei Jahre später. Das Paar liegt auf dem Stacy-Friedhof begraben. Der Grabstein zeigt den Umriss des afrikanischen Kontinents.

## Reusch und der Kilimandscharo
Reusch war spätestens seit seiner Militärzeit passionierter Bergsteiger. 1926 bestieg er zum ersten Mal den Kibo-Gipfel des Kilimandscharo, wo er, nunmehr als staatenloser Russe, eine weiße Flagge mit dem christlichen Kreuzsymbol setzte. Dies war erst die sechste erfolgreiche Besteigung des Kibo überhaupt und Reusch unterschrieb als achter Mensch das Register, das Hans Meyer 1889 auf dem Gipfel hinterlassen hatte.
Reuschs erster Gipfelerfolg beinhaltete auch ein weiteres besonderes Ereignis. Auf dem Weg zum Gipfel fand Reusch einen Leopardenkörper in gefrorenem Zustand auf dem Kraterrand des Kibo. Reusch dokumentierte seinen Fund durch Fotografien und indem er ein abgeschnittenes Ohr mitnahm und als Andenken und Nachweis behielt. Einige Jahre später wurde der Leopard von Unbekannten entfernt. Die Geschichte wurde bekannt und Ernest Hemingway verwendete die Episode in seiner Kurzgeschichte „Schnee auf dem Kilimandscharo“.
In der Folge unternahm er eine Vielzahl von Besteigungen allein oder als Führer westlicher Bergsteigergruppen. Weiterhin gründete er den East African Mountain Club und bildete die ersten Bergführer aus. Von den Massai wurde er zu dieser Zeit bereits „Sohn von Kibo“ genannt.
Vor seiner endgültigen Abreise aus Tansania 1954 benannte der britische Gouverneur Edward Twining den Inneren Krater der Caldera des Kilimandscharo zu seinen Ehren Reusch-Krater (englisch: Reusch Ash Pit). Außerdem wurde ein auf dem südlichen Kraterrand zwischen Stella Point und Uhuru Peak gelegener Punkt auf 5890 m Höhe Elveda-Point zu Ehren von Reuschs Frau benannt. Weiterhin erhielt Reusch eine Medaille für seine insgesamt 25 vollendeten Gipfelbesteigungen des Kilimandscharo. Zusammen mit den vor dem Erreichen des Gipfels abgebrochenen Versuchen soll Reusch den Kilimandscharo insgesamt 65 Mal bestiegen haben.

## Werke (Auswahl)
- Der Islam in Ostafrika (1931)
- Ich lebte unter Mohammedanern (1953)
- A Short History of East Africa (1954)

### Speziell zum Leoparden am Kilimandscharo
- Artikel: The Most Interesting Man in the world auf der privaten Homepage Markziese.com Link. Abgerufen am 29. Mai 2021.

### Bilder vom Reusch-Krater
- Photo: Reusch Ash Pit auf der Homepage tripadvisor.com. Link. Abgerufen am 29. Mai 2021.
- Eintrag: Ash Pit im Reusch-Krater auf der Homepage hikr.org. Link. Abgerufen am 29. Mai 2021.